# Лураго Мариноне
Лура̀го Марино̀не (на италиански: Lurago Marinone; на ломбардски: Lüragh, Люраг) е малко градче и община в Северна Италия, провинция Комо, регион Ломбардия. Разположено е на 294 m надморска височина. Населението на общината е 2579 души (към 2017 г.).